# Ludwig Boettger
Ludwig Boettger (* 1954 in Neuburg an der Donau, Bayern) ist ein deutscher Schauspieler.

## Leben
Er studierte von 1975 bis 1979 Schauspiel an der Otto-Falckenberg-Schule in München. Er spielte unter anderem am Theater Bremen, am Schauspiel Köln und am Frankfurter Theater am Turm. Seit 1993 ist Boettger festes Ensemblemitglied am Schauspielhaus Zürich.
2008 spielte er unter anderem in Jürgen Goschs Inszenierung von Roland Schimmelpfennigs Hier und Jetzt, die 2009 ans Berliner Theatertreffen eingeladen wurde, in Major Barbara (Regie: Peter Zadek), Andorra (Regie: Matthias Fontheim) und in Die Dreigroschenoper (Regie: Niklaus Helbling). In der Spielzeit 2009/2010 war er unter anderem in Volpone (Regie: Werner Düggelin) und in Der Revisor (Regie: Sebastian Nübling) zu sehen. Ludwig Boettger wirkte in den Kino- und Fernsehfilmen Aimée & Jaguar und Knockin’ on Heaven’s Door mit. Als Herr Tobias spielte er in dem Mehrteiler Sternensommer aus dem Jahr 1981.

## Filmografie
- 1981: Sternensommer als Tobias
- 1983: Mandara
- 1985: Tatort – Doppelspiel
- 1986: Der Fahnder – Lydia
- 1991: Transit
- 1994: Die Kommissarin – Das Lied vom Freund als Gerd Mölders
- 1997: Knockin’ on Heaven’s Door
- 1998: Ein Fall für zwei – Falsche Partner
- 1998: Tatort – Streng geheimer Auftrag
- 1999–2006: Lüthi und Blanc
- 2004: Stauffenberg als Generalleutnant Adolf Heusinger
- 2010: Die Rosenheim-Cops – Der Tod der alten Dame
- 2010: Sechs Tage Angst